# K 800 - Suite for kamera og mikrofon
K 800 - Suite for kamera og mikrofon er en dansk dokumentarfilm fra 1968, der er instrueret af Hagen Hasselbalch og Ingolf Boisen efter manuskript af førstnævnte.

## Handling
Denne artikel mangler et handlingsreferat. Hjælp os med at skrive det.